# Mellerud (comuna)
Mellerud (em sueco: Mellerud kommun) é uma comuna da Suécia localizada no condado da Gotalândia Ocidental. Sua capital é a cidade de Mellerud. Possui 514 quilômetros quadrados e segundo censo de 2018, havia 9 354.